# Pandinops sahil
Espèce
Pandinops sahil est une espèce de scorpions de la famille des Scorpionidae.

## Répartition
Cette espèce est endémique du Somaliland en Somalie. Elle se rencontre dans les environs de Laas Dhuure.

## Description
Le mâle holotype mesure 79,79 mm.

## Systématique et taxinomie
Cette espèce a été décrite par Kovařík en 2025.

## Étymologie
Son nom d'espèce lui a été donné en référence au lieu de sa découverte, la région de Sahil.

## Publication originale
- Kovařík, 2025 : « Scorpions of the Horn of Africa (Arachnida: Scorpiones). Part XLI. Pandinops sahil sp. n. from Somaliland (Scorpionidae). » Euscorpius, no 418, p. 1-11 (texte intégral).